# Liechtensteinische Auslandsvertretungen

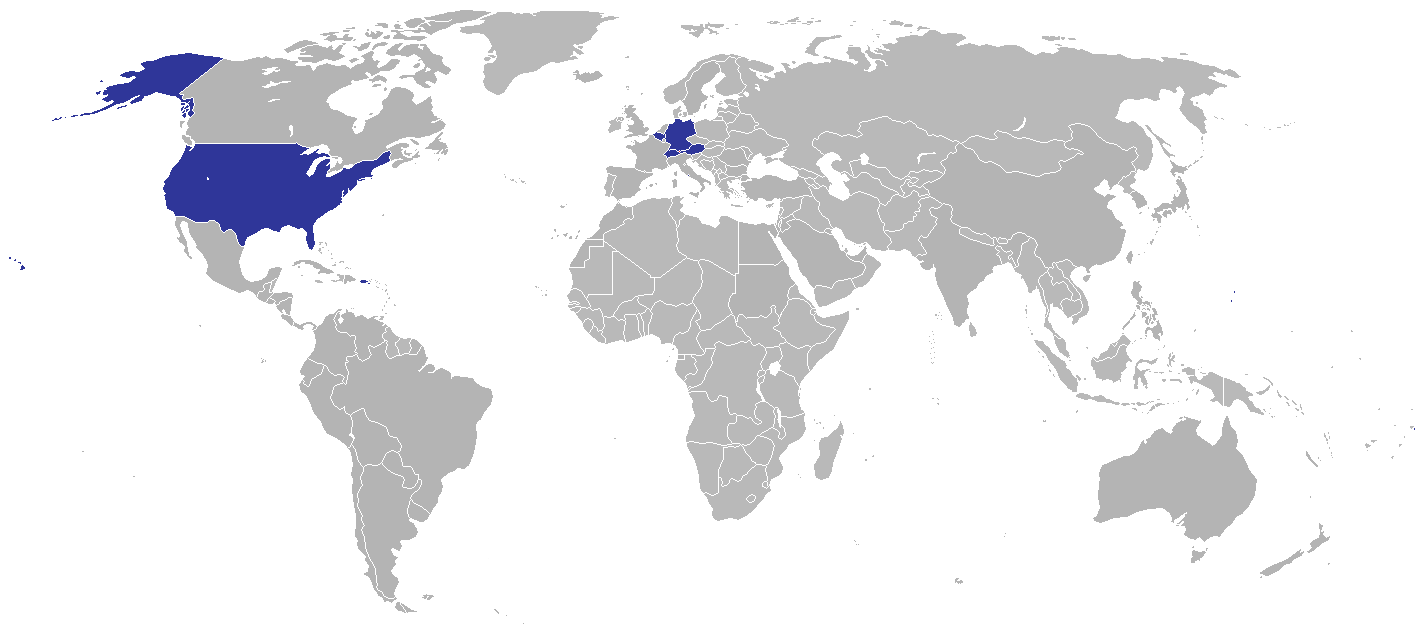
Karte der Länder mit liechtensteinischen Botschaften

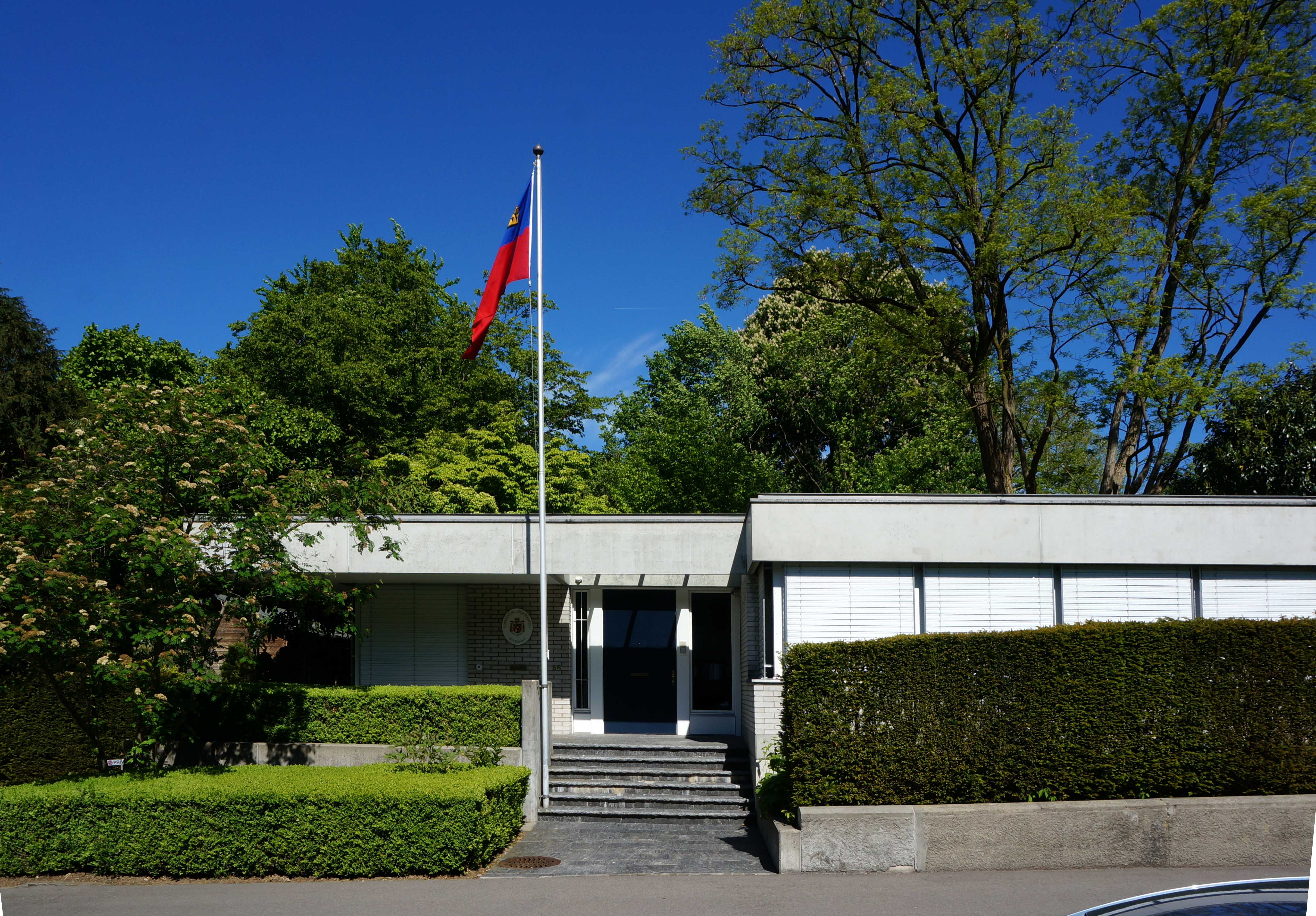
Botschaftssitz in Bern

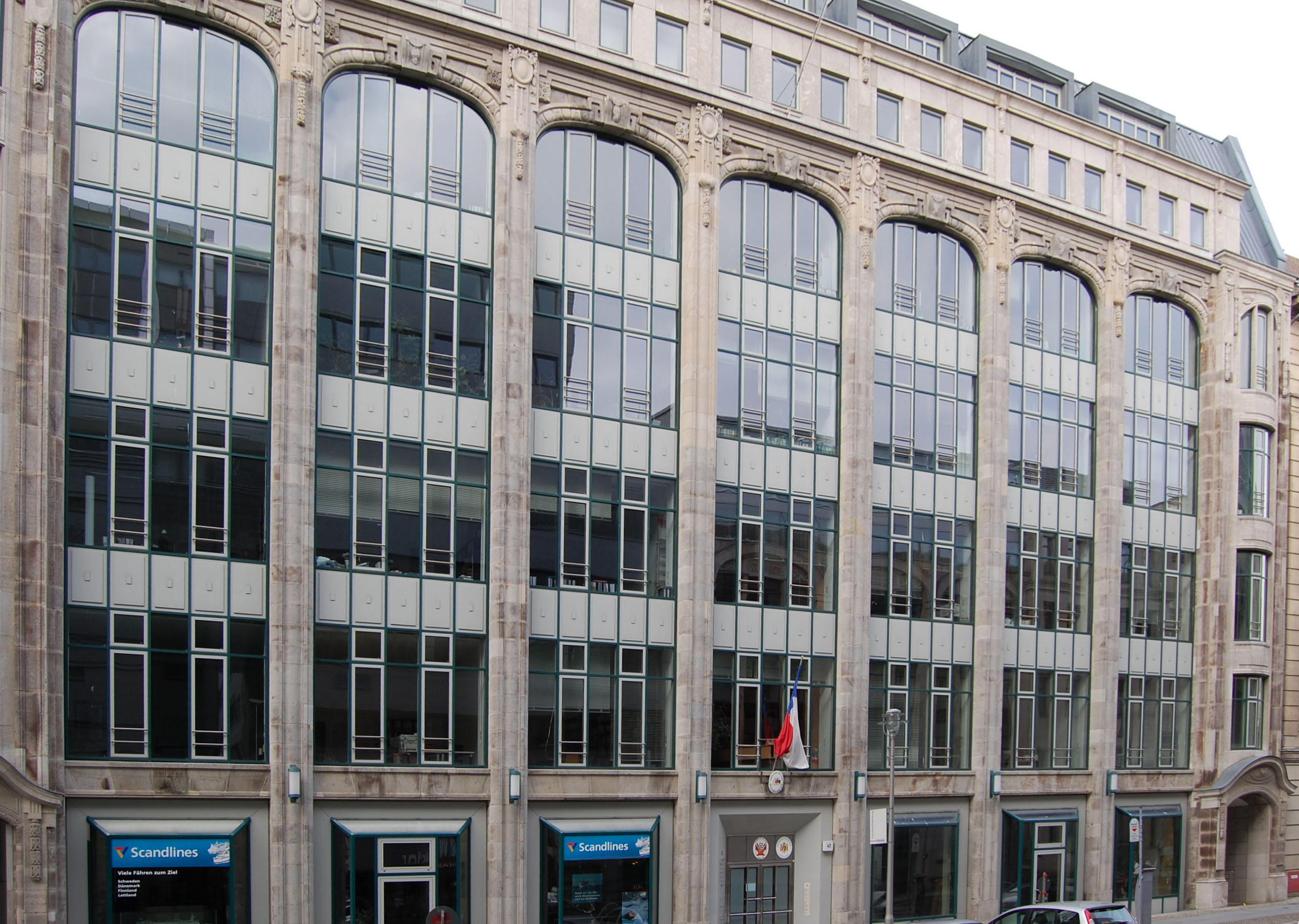
Gemeinsamer Botschaftssitz Chiles, Perus und Liechtensteins in Berlin

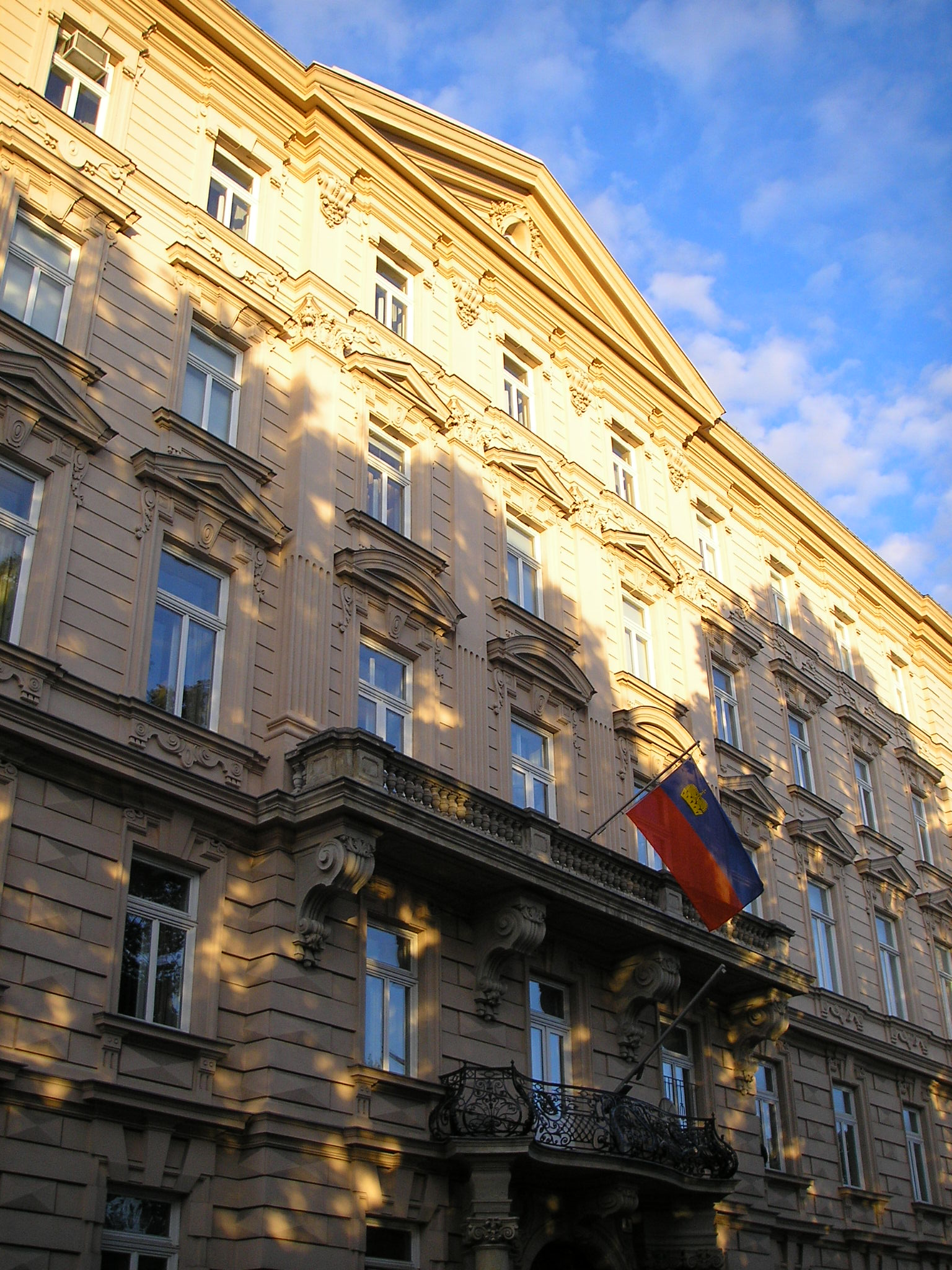
Botschaftssitz in Wien

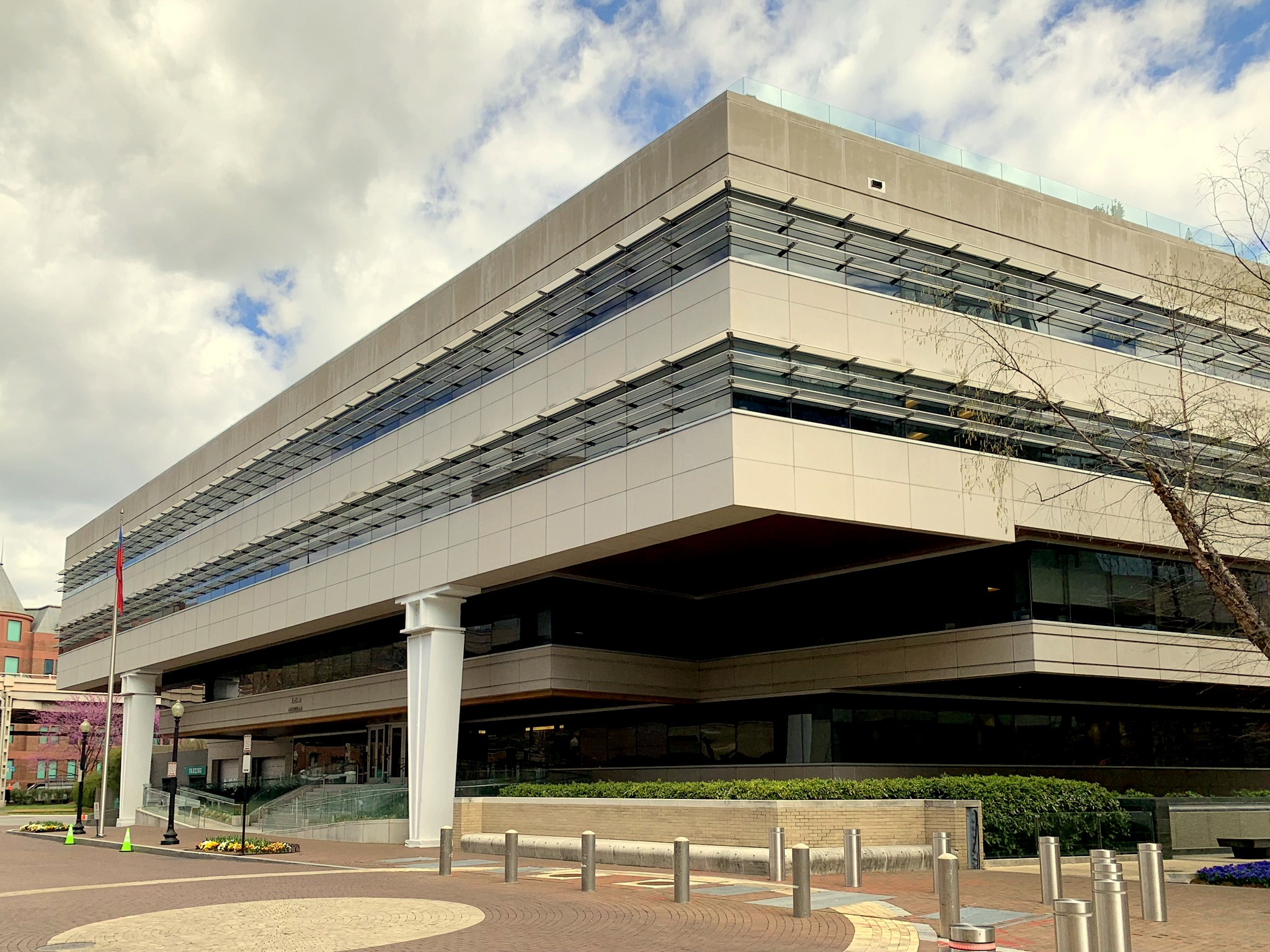
Botschaftssitz in Washington D.C.

Die Auslandsvertretungen Liechtensteins repräsentieren das Fürstentum Liechtenstein in diplomatischen Belangen im Ausland.

## Diplomatische Beziehungen Liechtensteins
Derzeit existieren sechs liechtensteinische Botschaften und drei ständige Vertretungen (Genf, Straßburg und New York) bei internationalen Organisationen.
Die liechtensteinische Botschaft beim Heiligen Stuhl ist mit keinem residierenden Botschafter besetzt. Der Botschafter hat seinen Sitz in Vaduz.
Seit April 2011 ist die liechtensteinische Botschaft in Wien per Doppelakkreditierung auch gleichzeitig für die Tschechische Republik zuständig.
Seit 1919 übernimmt die Schweiz auf Ersuchen der liechtensteinischen Regierung die Wahrung der Interessen Liechtensteins und seiner Staatsangehörigen in den Ländern, für die keine liechtensteinische Auslandsvertretung zuständig ist. Die schweizerischen Botschafter vertreten im Rahmen einer Sammelvertretung auch die liechtensteinische Regierung.

## Botschaften Liechtensteins
| Name                                                          | Botschaftssitz   | Staat              | Botschafter                                                                                   |
| ------------------------------------------------------------- | ---------------- | ------------------ | --------------------------------------------------------------------------------------------- |
| Liechtensteinische Botschaft in Berlin                        | Berlin           | Deutschland        | Isabel Frommelt-Gottschald                                                                    |
| Liechtensteinische Botschaft in Bern                          | Bern             | Schweiz            | Doris Frick                                                                                   |
| Diplomatische Vertretung in Brüssel                           | Brüssel          | Belgien            | Pascal Schafhauser                                                                            |
| Liechtensteinische Botschaft beim Heiligen Stuhl              | Vaduz            | Heiliger Stuhl     | Nicht-residierender Botschafter S.D. Prinz Stefan von und zu Liechtenstein                    |
| Liechtensteinische Botschaft in Washington D.C.               | Washington, D.C. | Vereinigte Staaten | Georg Sparber                                                                                 |
| Liechtensteinische Botschaft in Wien                          | Wien             | Österreich         | I.D. Maria-Pia Kothbauer Prinzessin von und zu Liechtenstein                                  |
| Liechtensteinische Botschaft in der Tschechischen Republik    | Wien             | Tschechien         | Nicht-residierende Botschafterin I.D. Maria-Pia Kothbauer Prinzessin von und zu Liechtenstein |
| Ständige Vertretung Liechtensteins bei den Vereinten Nationen | New York         | Vereinte Nationen  | Christian Wenaweser                                                                           |

## Missionen und Vertretungen
- Mission bei der Europäischen Union in Brüssel
- Ständige Vertretung bei der OSZE in Wien
- Ständige Vertretung bei den Vereinten Nationen in Wien
- Ständige Mission in Genf
- Ständige Vertretung bei den Vereinten Nationen in New York City
- Ständige Vertretung beim Europarat in Strassburg